# Dwergarend
De dwergarend (Hieraaetus pennatus synoniem: Aquila pennata) is een vogel uit de familie van de havikachtigen (Accipitridae).

## Kenmerken
De vogel is 42 tot 51 cm lang en heeft een spanwijdte van 110 tot 135 cm, dit is het formaat van een buizerd. In vlucht lijken de vleugels echter veel rechthoekiger en met duidelijke "vingers" aan het eind, zoals bij echte arenden. De dwergarend is zeer variabel van kleur. De lichte vorm is van onder grijswit, met alleen een donkere achterrand, dat wil zeggen donkere hand- en armpennen. De donkere vorm is veel meer bruin, met boven op de vleugels een lichte vleugelbaan en van onder een donkere band tussen de bruine onderdekveren en de donkergrijze vleugelpennen, waarbij de handpennen relatief licht lijken.

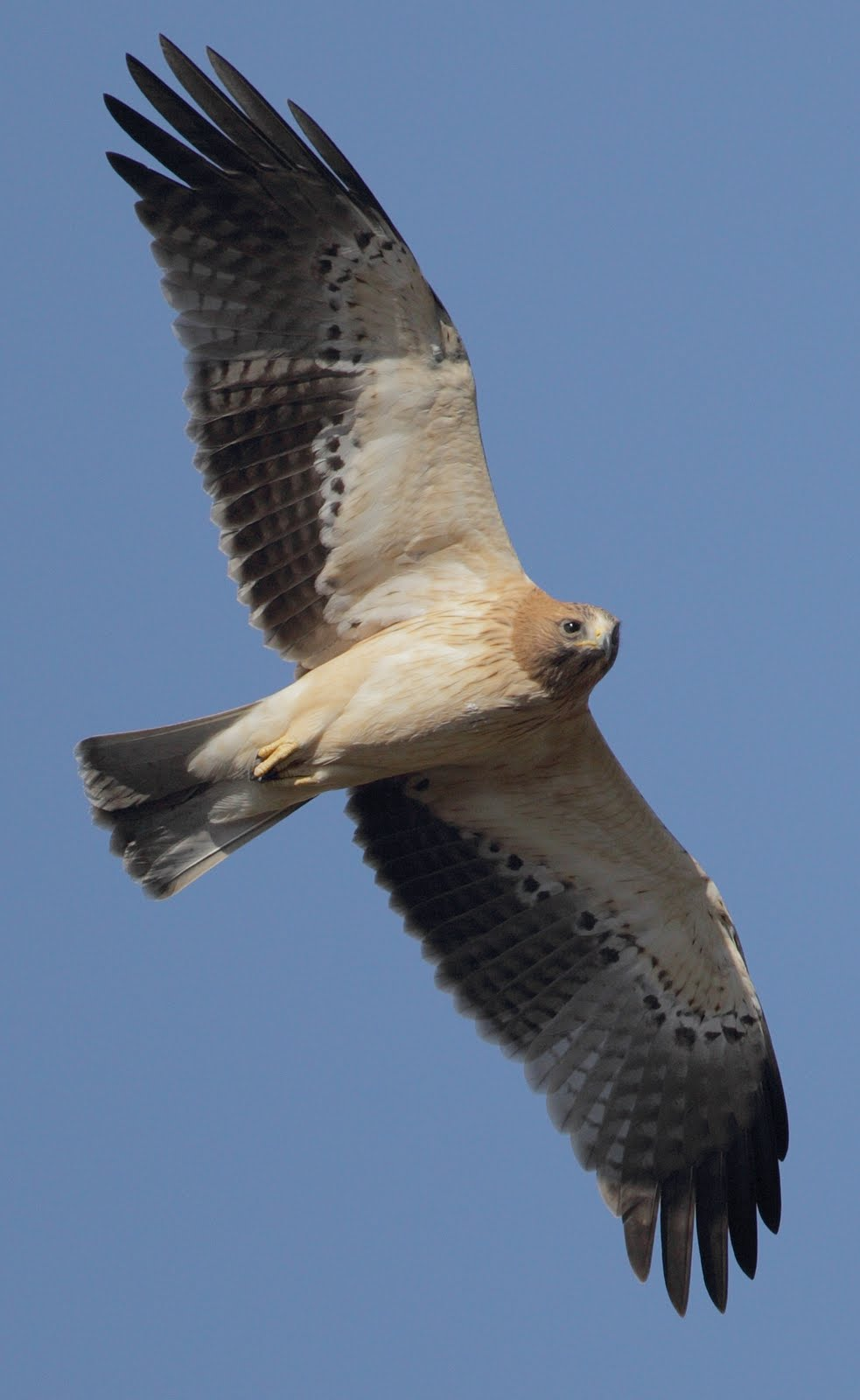
Lichte fase in vlucht
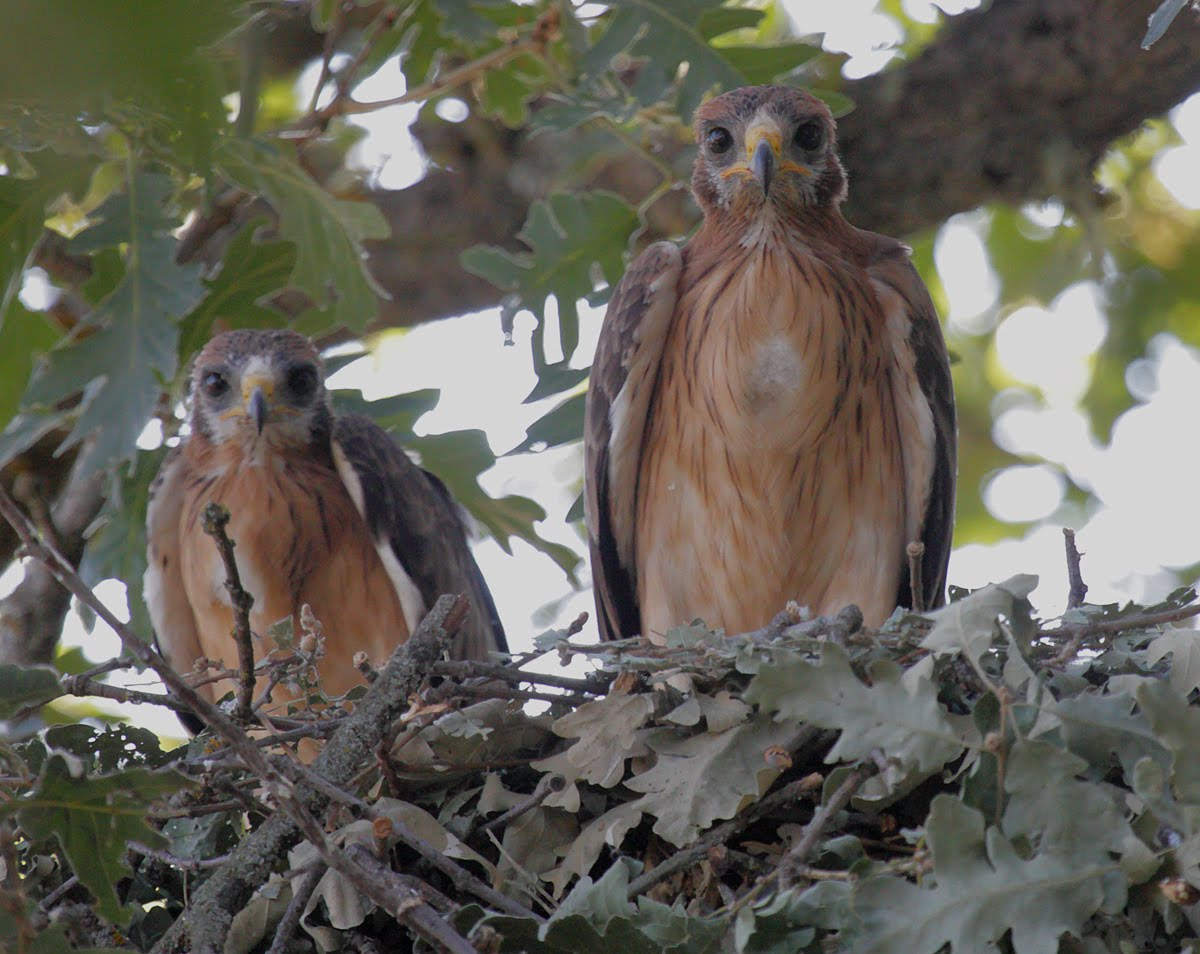
Nest met twee jongen

## Verspreiding en leefgebied
Dwergarenden komen voor in Spanje, Portugal, Frankrijk, Zuid-Italië, de Balkan en Griekenland en buiten Europa in Klein-Azië en verder in West- en Midden-Azië tot in Mongolië en West-China. Het is overwegend een trekvogel die 's winters naar het zuiden trekt, naar Afrika of het Indische subcontinent. In Zuid-Afrika is een populatie die standvogel is en daar ook dwergarend heet.
Het leefgebied bestaat uit gemengd loof- en dennenbossen grenzend aan grote open vlakten, in heuvelland en gebergten tot op 3000 m in het Himalayagebied, 2700 m in Noord-Afrika en 2000 m op de Balkan.

### Voorkomen in West-Europa
De dwergarend is een dwaalgast in West- en Noord-Europa. In 1995 heeft een dwergarend in Duitsland gebroed. Sinds 1992 wordt de dwergarend in Nederland bijna jaarlijks waargenomen (43 bevestigde waarnemingen tussen 1992 en 2021).

## Leefwijze
Deze sierlijke en snelle vlieger voedt zich met vogels en kleine zoogdieren die in een razend snelle duikvlucht gevangen worden.

## Status
De dwergarend heeft een groot verspreidingsgebied en daardoor is de kans op de status kwetsbaar (voor uitsterven) gering. De grootte van de populatie wordt geschat op 150 - 195 duizend volwassen vogels. De trend is stabiel, daarom staat de dwergarend als niet bedreigd op de Rode Lijst van de IUCN.